# Рукшинська сільська територіальна громада
Рукшинська сільська громада — територіальна громада України, у Дністровському районі Чернівецької області. Адміністративний центр — село Рукшин.
Площа громади — 108,57 км², населення — 6730 мешканців (2018).
Утворена в рамках адміністративно-територіальної реформи 2015 року. До складу громади ввійшли Гордівецька, Пригородоцька, Рашківська, Рукшинська та Чепоніська сільські ради Хотинського району, які 12 серпня 2015 року ухвалили рішення про добровільне об'єднання громад. А 14 серпня утворення громади затверджене рішенням обласної ради.

## Населені пункти
До складу громади входять 6 сіл:
- Гордівці
- Орестівка
- Пригородок
- Рашків
- Рукшин
- Чепоноси